# Maioricensis Schola Lullistica
Maioricensis Schola Lullistica és una associació fundada per Francesc Sureda i Blanes el 1935 a Palma per unir els esforços dels estudiosos de la vida i de l'obra de Ramon Llull com a successora de l'Escola Lliure de Lul·lisme.
El seu nom inicial era Escola Lliure del Lul·lisme, però el canviaren al llatí després de la guerra civil espanyola. L'associació divideix els seus membres en dos grups professores i magistri. En la seva primera època, del 1935 al 1955 (fins a la mort de Sureda) el seu programa era radicalment pedagògic, pretén ser una mena d'Universitat internacional dels Països Catalans i publicà un total de 13 volums de Studia Monographica et Recensiones. El 1955 fou nomenat rector Sebastià Garcias i Palou, qui va potenciar el programa d'investigació i científic amb l'edició de les Opera latina de Ramon Llull i la revista Estudios Lulianos (posteriorment Studia Lulliana). Entre el 19 i el 23 d'abril de 1960 va celebrar a Formentor el primer Congrés Internacional de Lul·lisme.
Ha col·laborat amb el Raimundus Lullus Institut i altres institucions lul·listes. El 1998 va subscriure un conveni d'investigació amb la Universitat de les Illes Balears. i des de 2011 s'han digitalitzat els exemplars de Studia Lulliana.
Un dels seus magistri més destacats és Anthony Bonner. Els darrers rectors han sigut Sebastià Trias Mercant i Jordi Gayà Estelrich, Anthony Bonner n'ha sigut vicerector, i Pedro Ramis Serra i Pere Rosselló Bover, secretaris.
La Maioricensis Schola Lullistica edita la revista Studia Lulliana.

## Magistri[6]
- Albareda, Anselm
- Alfonso, Marta M.(Espanya)
- Algarra, Jaume
- Anawati, Georges G. (Egipte)
- Arbona, Miquel (Espanya)
- Arriba Castro, Benjamín
- Artus, Walter W.
- Badia, Lola (Espanya)
- Ballesteros, Manuel
- Batllori Miquel, (Espanya)
- Bauçà Bauçà, Rafael (Espanya)
- Bauçà Ochagavia, Manuel (Espanya)
- Berubé, Donato
- Blanco Trías, Pedro
- Blanes, Ignasi
- Bohigas, Pere (Espanya)
- Bonafede Giulio (Italia)
- Bonner, Anthony (EUA)
- Borges, Salvador de les (Espanya)
- Brummer, Rudolf (Alemanha)
- Brwyne, Edgar
- Caimari, Andreu
- Caldenteny, Miquel
- Camille, Fr.
- Canals Vidal, Francesc (Espanya)
- Cañadell, José
- Ceñal, Ramón
- Colom Miquel, (Espanya)
- Colombás, Garcia (Espanya)
- Colomer, Eusebi
- Cruz Hernández, Miquel (Espanya)
- Cruz Pontes, José M. (Portugal)
- D'Allerit, Odette
- Dolç, Miquel
- Domínguez Reboiras, Fernando (Alemanya)
- D'Ors, Eugeni
- Dufourcq, Charles E.
- Duran, Miquel (Espanya)
- Elías de Tejada, Francisco
- Esteve de Sagrera, Juan (Espanya)
- Ferrà, Miquel
- Fidora, Alexander (Alemanya)
- Flexas, Matias
- Florí, Miguel
- Font i Puig, Pere
- Font Trias, Josep (Espanya)
- Font, Bartomeu (Espanya)
- Franceschini, Enzio
- Furió Deyà, Vicenç
- Galino, Maria A.(Espanya)
- Gàlszécs, Pedro
- Gama Caiero, Francisco
- Gandillac Maurice, (França)
- Garcias Palou, Sebastià
- Gayà Jordi, (Espanya)
- Gemelli, Agostinho
- Genovart, Càndid (Espanya)
- Giers, Jaochim
- Ginard Bauçà, Rafel
- Gomis, Juan B.
- Gracia, Jorge E. (EUA)
- Guasp Bartomeu
- Hartmann, Joseph
- Hernández, Emilio
- Hillgarth, Joselyn N.(Canadà
- Honecker, Martin
- Iriarte, Mauricio
- Jimenez, Antoni
- Jobit, Pier
- Kamar, Eugène
- Llabrés, Pere (Espanya)
- Llinarés, Armand (França)
- Llompart, Gabriel (Espanya)
- Lohr, Charles H. (Alemanha)
- Madre, Alois (Alemanya)
- Maduell, Alvar (Espanya)
- Martins, Mário (Portugal)
- Massutí, Miquel
- Melendres, Miquel
- Mendia, Benito
- Mestre, Bartomeu (Espanya)
- Millàs Vallicrosa, Josep
- Moll, Francesc de B.
- Mulet i Roig, Joan
- Muñoz Alonso, Adolfo
- Nadal, Bartomeu (Espanya)
- Nicolau, Bartomeu (Espanya)
- Nicolau, Miquel
- Obrador, Josep
- Ochoa Gómez, Enrique
- Odoordi, Michele
- Oliver, Antoni (Espanya)
- Oliver, Bartomeu
- Oltra, Miguel
- Palmer, Gabriel
- Pareja, Manuel
- Paulus, Jean
- Pegis, Antoin C.
- Perarnau, Josep (Espanya)
- Pereira, Michela (Itàlia)
- Pérez Botija, Eugenio
- Pérez, Llorenç (Espanya)
- Pistolesi, Elena (Itàlia)
- Philipp Brück, Antón
- Piña, Roman (Espanya)
- Platzeck, Erhard W.
- Pons Marqués, Joan
- Pring-Mill, Robert (Inglaterra)
- Quadrado, Erinque Antón
- Rambaud, Jacqueline
- Ramis Barceló, Rafael
- Ramis Serra, Pedro
- Ribas, Ignasi
- Riber, Lorenç
- Riedlinger, Helmut (Alemanha)
- Robles, Laureano (Espanya)
- Rodriguez Tejerina, Josep M. (Espanya)
- Rossell, Cayetano
- Rosselló Guillem, (Espanya)
- Ruffini, Mario
- Ruiz Simon, Josep Maria
- Ruys Chaert, José (Vaticano)
- Sabater, Josep (Espanya)
- Saenz de Tejada, Francisco
- Sala-Molins, Lluís (Espanya)
- Sánchez Castañer, Francisco
- Sanchiz Guarner, Manuel
- Sans Rosselló, Elvir
- Santamaria, Álvaro (Espanya)
- Sciacca, Michele
- Seguí Servols, Assumpció (Espanya)
- Seguí, Gabriel (Espanya)
- Serra Rafols, Elias
- Sevilla, José (Espanya)
- Sobejano, Andrés
- Soria Flores, Abraham
- Steenberghen, Van
- Stegmüller, Friedrich
- Stöhr, Johannes (Alemanha)
- Sugranyes de Franch, Ramon (Suïssa)
- Sureda Blanes, Josep F.
- Th. d'Alverny, Marie (França)
- Torres Gost, Bartomeu
- Tous Gayà, Miquel
- Trias Mercant Sebastià, (Espanya)
- Truyols Serra Antoni, (Espanya)
- Tusquets, Joan (Espanya)
- Urmeneta, Fermin de (Espanya)
- Urvoy, Dominique (França)
- Vale Rodriguez, Carlos del (Espanya)
- Vidal i Roca, Josep Maria (Espanya)
- Villalba i Varneda, Pere (Espanya)
- Villuendas Polo, León
- Vuorio, Anelma
- Wilpert, Paul
- Yates, Frances A.
- Zaragüeta, Juan